# Composizioni di Claude Debussy per numero di catalogo
Lista delle composizioni di Claude Debussy (1862-1918), ordinate secondo il numero di catalogo assegnato loro da François Lesure nel 1977. La catalogazione si rese necessaria in quanto Debussy non usava alcun tipo di catalogazione, eccezion fatta per l'indicazione Op. 10 del suo Quartetto per archi.

## L 1-L 50
- L 1 - Ballade à la lune: C'était dans la nuit brune per voce e pianoforte (1879)
- L 2 - Madrid: Madrid, princesse des Espagnes per voce e pianoforte (1879)
- L 3 - Trio per pianoforte e archi in sol maggiore (1880)
- L 4 - Nuits d'étoiles: Nuit d'étoiles, sous tes voiles per voce e pianoforte (1880)
- L 5 - Caprice: Quand je baise, pâle de fièvre per voce e pianoforte (1880)
- L 6 - Beau soir: Lorsque au soleil couchant les rivières sont roses per voce e pianoforte (1880)
- L 7 - Fleur des blés: Le long des blés que la brise fait onduler per voce e pianoforte (1880)
- L 8 - Rêverie: Le zéphir à la douce haleine per voce e pianoforte (1880)
- L 9 - Danse bohémienne per pianoforte (1880)
- L 10 - Sinfonia per pianoforte a quattro mani (1880)
- L 11 - Souhait: Oh! quand la mort que rien ne saurait apaiser per voce e pianoforte (1881)
- L 12 - Triolet à Phillis [Zéphyr]: Si j'étais le zéphyr ailé per voce e pianoforte (1881)
- L 13 - Les roses: Lorsque le ciel de saphir per voce e pianoforte (1881)
- L 14 - Séguidille: Un jupon serré sur les hanches per voce e pianoforte (1881)
- L 15 - Pierrot: Le bon Pierrot que la foule contemple per voce e pianoforte (1881)
- L 16 - Aimons-nous et dormons: Aimons-nous et dormons, sans songer au reste du monde per voce e pianoforte (1881)
- L 17 - Rondel chinois: Sur le lac bordé d'azalée per voce e pianoforte (1881)
- L 18 - Tragédie: Les petites fleurs n'ont pu vivre per voce e pianoforte (1881)
- L 19 - Jane: Je pâlis et tombe en langueur per voce e pianoforte (1881)
- L 20 - Daniel: Versez, que de l'ivresse. Aux accents d'allégresse per tre solisti e orchestra (1881)
- L 21 - Fantoches: Scaramouche et Pulcinella per voce e pianoforte (1882)
- L 22 - Le lilas: O floraison divine des lilas per voce e pianoforte (1882)
- L 23 - Fête galante: Voilà Sylvandre et Lycas et Myrtil per voce e pianoforte (1882)
- L 24 - Le printemps per coro a quattro voci e orchestra (1884)
- L 25 - Flôts, palmes et sables: Loin des yeux du monde per voce e pianoforte (1882)
- L 26 - Nocturne et Scherzo per pianoforte e violoncello (1882)
- L 27 - Intermezzo per violoncello e orchestra (1882)
- L 28 - En sourdine: Calmes dans le demi-jour per voce e pianoforte (1882)
- L 29 - Mandoline: Les donneurs de sérénades per voce e pianoforte (1882)
- L 30 - Rondeau: Fut-il jamais douceur de cœur pareille per voce e pianoforte (1882)
- L 31 - Pantomime: Pierrot qui n'a rien d'un Clitandre per voce e pianoforte (1882)
- L 32 - Clair de lune: Votre âme est un paysage choisi per voce e pianoforte (1882)
- L 33 - La fille aux cheveux de lin: Sur la luzerne en fleur per voce e pianoforte (1882)
- L 34 - Sérénade: Las, Colombine a fermé le volet per voce e pianoforte (1882)
- L 35 - Choeur des brises: Réveillez-vous, arbres des bois per coro femminile a cappella (1882)
- L 36 - Divertissement per pianoforte a quattro mani (1882)
- L 37 - Hymnis per solista, coro e orchestra (1882)
  - Hymnis ode bachique
  - Hymnis il dort encore
- L 38 - Le triomphe de Bacchus per pianoforte a quattro mani (1882)
- L 39 - Coquetterie posthume: Quand je mourrai, que l'on me mette per voce e pianoforte (1883)
- L 40 - Invocation: Élevez-vous, voix de mon âme per coro maschile e orchestra (1883)
- L 41 - Le gladiateur: Mort aux Romains, tuez jusqu'au dernier per tre solisti e orchestra (1883)
- L 42 - Chanson espagnole: Tra la la… nous venions de voir le taureau per duetto vocale (1883)
- L 43 - Romance [musique pour éventail]: Silence ineffable de l'heure per voce e pianoforte (1883)
- L 44 - Musique: La lune se levait, pure, mais plus glacée per voce e pianoforte (1883)
- L 45 - Paysage sentimental: Le ciel d'hiver si doux, si triste, si dormant per voce e pianoforte (1883)
- L 46 - L'archet: Elle avait de beaux cheveux blonds per voce e pianoforte (1883)
- L 47 - Chanson triste: On entend un chant sur l'eau dans la brume per voce e pianoforte (1883)
- L 48 - Fleur des eaux per voce e pianoforte (1883)
- L 49 - Églogue: Chanteurs mélodieux, habitants des buissons per soprano, tenore e pianoforte (1883)
- L 50 - Suite per orchestra (riduzione per pianoforte) (1883)
  - Fête
  - Ballet
  - Rêve
  - Bacchanale

## L 51- L 100
- L 51 - Diane au bois per soprano, tenore e pianoforte (1883-1886)
- L 52 - Romance: Voici que le printemps, ce fil léger d'avril per voce e pianoforte (1884)
- L 53 - Apparition: La lune s'attristait Des séraphins per voce e pianoforte (1884)
- L 54 - La romance d'Ariel: Au long de ces montagnes douces per voce e pianoforte (1884)
- L 55 - Regret: Devant le ciel d'été, tiède et calme per voce e pianoforte (1884)
- L 56 - Le printemps per coro a quattro voci e orchestra (1884)
- L 57 - L'enfant prodigue per soprano, baritono, tenore e orchestra (1884)
- L 58 - Barcarolle: Viens! l'heure est propice per voce e pianoforte (1885)
- L 59 - Zuleima per coro e orchestra (1885-1886)
- L 60 - Ariettes oubliées per voce e pianoforte (1885-1887)
  - C'est l'extase: C'est l'extase langoureuse
  - Il pleure dans mon cœur: Il pleure dans mon cœur comme il pleut sur la ville
  - L'ombre des arbres: L'ombre de arbres dans la rivière embrumée
  - Chevaux de bois: Tournez, tournez, bons chevaux de bois
  - Green: Voici des fruits, des fleurs, des feuilles
  - Spleen: Les roses étaient toutes rouges
- L 61 - Printemps suite sinfonica per orchestra (1887)
- L 62 - La Damoiselle élue (La demoiselle élue s'appuyait sur la barrière d'or du ciel) per due voci femminili, coro e orchestra (1887-1888)
- L 63 - Axel per voce e pianoforte (1888)
- L 64 - Cinq poèmes de Baudelaire per voce e pianoforte (1887-1889)
  - Le balcon: Mère des souvenirs, maîtresse des maîtresses
  - Harmonie du soir: Voici venir les temps où vibrant sur sa tige
  - Le jet d'eau: Tes beaux yeux sont las, pauvre amante
  - Recueillement: Sois sage, ô ma douleur
  - La mort des amants: Nous aurons des lits pleins d'odeurs légères
- L 65 - Petite suite per pianoforte a quattro mani (1888-1889)
  - En bateau
  - Cortège
  - Menuet
  - Ballet
- L 66 - Deux arabesques per pianoforte (1888, 1891)
- L 67 - Mazurka per pianoforte (1890)
- L 68 - Rêverie per pianoforte (1890)
- L 69 - Tarantelle styrienne per pianoforte (1890)
- L 70 - Ballade slave per pianoforte (1890)
- L 71 - Valse romantique per pianoforte (1890)
- L 72 - Rodrigue et Chimène (1890-1892)
- L 73 - Fantaisie per pianoforte e orchestra (1889-1890)
- L 74 - La belle au bois dormant: Des trous à son pourpoint vermeil per voce e pianoforte (1890)
- L 75 - Suite bergamasque per pianoforte (1890)
- L 76 - Les Angélus: Cloches chrétiennes pour les matines per voce e pianoforte (1891)
- L 77 - Marche écossaise sur un thème populaire per pianoforte a quattro mani (1891)
- L 78 - Dans le jardin: Je regardais dans le jardin per voce e pianoforte (1891)
- L 79 - Romances per voce e pianoforte (1891)
  - Romance: L'âme évaporée est souffrante
  - Les cloches: Les feuilles s'ouvraient sur le bord des branches
- L 80 - Fêtes galantes Prima serie per voce e pianoforte
  - En sourdine: Calmes dans le demi-jour
  - Fantoches: Scaramouche et Pulcinella
  - Clair de lune: Votre âme est un paysage choisi
- L 81 - Mélodies per voce e pianoforte (1891)
  - La mer est plus belle que les cathédrales
  - Le son du cor s'afflige vers les bois
  - L'échelonnement des haies moutonne à l'infini
- L 82 - Nocturne per pianoforte (1892)
- L 83 - Scènes au crépuscule per orchestra (1892-1893)
- L 84 - Proses lyriques per voce e pianoforte (1892-1893)
  - De rêve: La nuit a des douceurs de femme
  - De grève: Sur la mer les crépuscules tombent
  - De fleurs: Dans l'ennui si désolément vert
  - De soir: Dimanche sur les villes
- L 85 - Quartetto per archi in sol minore (1893)
- L 86 - Prélude à l'après-midi d'un faune (1890-1894)
- L 87 - Images inédites per pianoforte (1894)
- L 88 - Pelléas et Mélisande (1893-1902)
- L 89 - La Saulaie per baritono e orchestra (1896-1900)
- L 90 - Chansons de Bilitis per voce e pianoforte (1897-1898)
  - La flûte de pan: Pour le jour des Hyacinthies
  - La chevelure: Il m'a dit «Cette nuit d'ai rêvé»
  - Le tombeau des Naiades: Le long du bois couvert de givre
- L 91 - Nocturnes per coro femminile e orchestra (1897-1899)
  - Nuages
  - Fêtes
  - Sirènes
- L 92 - Trois chansons de Charles d'Orléans per coro misto a cappella (1898-1908)
  - Dieu! qu'il la fait bon regarder!
  - Quand j'ai ouy le tambourin sonner
  - Yver, vous n'estes qu'un villain
- L 93 - Berceuse: Il était une fois une fée qui avait un beau sceptre per voce senza accompagnamento (1899)
- L 94 - Nuits blanches: Tout à l'heure ses mains plus délicates per voce e pianoforte (1899-1902)
- L 95 - Pour le piano per pianoforte (1894-1901)
  - Prélude
  - Sarabande
  - Toccata
- L 96 - Chansons de Bilitis musica di scena per due flauti, due arpe e celesta
  - Chant pastoral
  - Les comparaisons
  - Les contes
  - Chanson
  - La partie d'osselets
  - Bilitis
  - Le tombeau sans nom
  - Les courtisanes égyptiennes
  - L'eau pure du bassin
  - La danseuse aux crotales
  - Le souvenir de Mnasidica
  - La pluie du matin
- L 97 - Lindaraja per due pianoforti (1901)
- L 98 - Rapsodia per sassofono alto e orchestra (1901-1911)
- L 99 - D'un cahier d'esquisses per pianoforte (1903)
- L 100 - Estampes per pianoforte (1903)
  - Pagodes
  - La soirée dans Grenade
  - Jardins sous la pluie

## L 101- L 141
- L 101 - Le diable dans le beffroi (1902-1911)
- L 102 - Chansons de France per voce e pianoforte (1904)
  - Rondel: Le temps a laissié son manteau
  - La Grotte: Auprès de cette grotte sombre
  - Rondel: Pour ce que Plaisance est morte
- L 103 - Danses pour harpe chromatique et orchestre d'instruments à cordes (1904)
  - Danse sacrée
  - Danse profane
- L 104 - Fêtes galantes Seconda serie, per voce e pianoforte (1904)
  - Les ingénus: Les hauts talons luttaient avec les longues jupes
  - Le faune: Un vieux faune de terre cuite
  - Colloque sentimental: Dans le vieux parc solitaire et glacé
- L 105 - Masques per pianoforte (1904)
- L 106 - L'isle joyeuse per pianoforte (1904)
- L 107 - Le roi Lear per orchestra (1904)
- L 108 - Pièce pour piano per pianoforte (1904)
- L 109 - La Mer per orchestra (1903-1905)
- L 110 - Images – Première Série per pianoforte (1901-1905)
  - Reflets dans l'eau
  - Hommage à Rameau
  - Mouvement
- L 111 - Images – Deuxième Série per pianoforte (1907)
  - Cloches à travers les feuilles
  - Et la lune descend sur le temple qui fut
  - Poisson d'or
- L 112 - La chute de la maison Usher (1908-1917)
- L 113 - Children's Corner per pianoforte (1906-1908)
- L 114 - Le petit nègre per pianoforte (1909)
- L 115 - Hommage à Haydn per pianoforte (1909)
- L 116 - Première rhapsodie per clarinetto e orchestra (1909-1910)
- L 117 - Préludes, Premier livre per pianoforte (1909-1910)
- L 118 - Le promenoir des deux amants per voce e pianoforte (1910)
  - Auprès de cette grotte sombre
  - Crois mon conseil, chère Climène
  - Je tremble en voyant ton visage
- L 119 - Ballades de François Villon per voce e pianoforte (1910)
  - Ballade de Villon à s'Amye: Faulse beauté qui tant me couste cher
  - Ballade que Villon feit à la requeste de sa mère pour prier Nostre Dame: Dame du ciel, régente terrienne
  - Ballade des femmes de Paris: Quoy qu'on tient belles langagières
- L 120 - Petite pièce pour clarinette et piano (1910)
- L 121 - La plus que lente per pianoforte (1910)
- L 122 - Images per orchestra (1905-1912)
  - Gigues (1909-1912)
  - Ibéria (1905-1908)
  - Rondes de printemps (1905-1909)
- L 123 - Préludes, Deuxième livre per pianoforte (1912-1913)
- L 124 - Le martyre de Saint Sébastien per orchestra (1911)
- L 125 - Khamma (1911-1912)
- L 126 - Jeux (1912-1913)
- L 127 - Poèmes de Stéphane Mallarmé per voce e pianoforte (1913)
  - Soupir: Mon âme vers ton front où rêve, ô calme sœur
  - Placet futile: Princesse! À jalouser le destin d'une Hébé
  - Évantail: Ô rêveuse pour que je plonge
- L 128 - La boîte à joujoux (1913)
- L 129 - Syrinx per flauto (1913)
- L 130 - Le palais du silence ou NO-JA-LI (1914)
- L 131 - Six épigraphes antiques per pianoforte a quattro mani (1914)
  - Pour invoquer Pan
  - Pour un tombeau sans nom
  - Pour que la nuit soit propice
  - Pour la danseuse aux crotales
  - Pour l'égyptienne
  - Pour remercier la pluie au matin
- L 132 - Berceuse héroïque per pianoforte (1914)
- L 133 - Pièce pour le Vêtement du blessé per pianoforte (1915)
- L 134 - En blanc et noir per 2 pianoforti (1915)
- L 135 - Sonata per violoncello e pianoforte (1915)
- L 136 - Études per pianoforte (1915)
  - Pour les cinq doigts
  - Pour les tierces
  - Pour les quartes
  - Pour les sixtes
  - Pour les octaves
  - Pour les huit doigts
  - Pour les degrés chromatiques
  - Pour les agréments
  - Pour les notes répétées
  - Pour les sonorités opposées
  - Pour les arpèges composés
  - Pour les accords
- L 137 - Sonata per flauto, viola e arpa (1915)
- L 138 - Elégie per pianoforte (1915)
- L 139 - Noël des enfants qui n'ont plus de maison per voce e pianoforte (1915)
- L 140 - Sonata per violino e pianoforte (1916-1917)
- L 141 - Ode à la France: Les troupeaux vont par les champs désertés per soprano, coro misto e orchestra (1916-1917)

## Opere senza numerazione
- Intermède per pianoforte (1884)
- Andante cantabile, per pianoforte a quattro mani (1881)
- Les baiser: Plus de fois dans tes bras charmants su testo di Théophile Gautier, per voce e pianoforte (1881)
- Les Elfes, su testo di Théophile Gautier, per voce e pianoforte (1881)
- Les Papillons, su testo di Théophile Gautier, per voce e pianoforte (1881)
- Fugue per pianoforte (1884)
- Il dort encore, su testo di Théodore de Banville, per voce e pianoforte (1892)
- 12 Pièces pour Grand Orgue per organo (1915)
- Etude retrouvée per pianoforte (1915)
- Les soirs illuminés par l'ardeur du charbon per pianoforte (1917)